# Élections parlementaires de 2025 en Australie-Occidentale
Les élections parlementaires de 2025 en Australie-Occidentale ont lieu le 8 mars 2025 afin de renouveler les 59 sièges de l'Assemblée législative et les 36 sièges du Conseil législatif de l'État australien d'Australie-Occidentale.
Les élections aboutissent à une troisième victoire en faveur du Parti travailliste du Premier ministre sortant Roger Cook, qui maintient une large majorité absolue des sièges à l'Assemblée législative malgré un recul. Le parti perd cependant sa majorité absolue au Conseil législatif.

## Contexte
Les élections de 2021 aboutissent à un raz de marée électoral en faveur du Parti travailliste du Premier ministre sortant Mark McGowan, qui remporte une très large majorité des sièges à l'Assemblée législative, doublée d'une majorité absolue au Conseil législatif, un fait rare en Australie-Occidentale.
Le 29 mai 2023, Mark McGowan anonnce démissionner de son poste de Premier ministre se déclarant « épuisé ». Il est remplacé le 8 juin par son vice-Premier ministre Roger Cook,.

## Système électoral

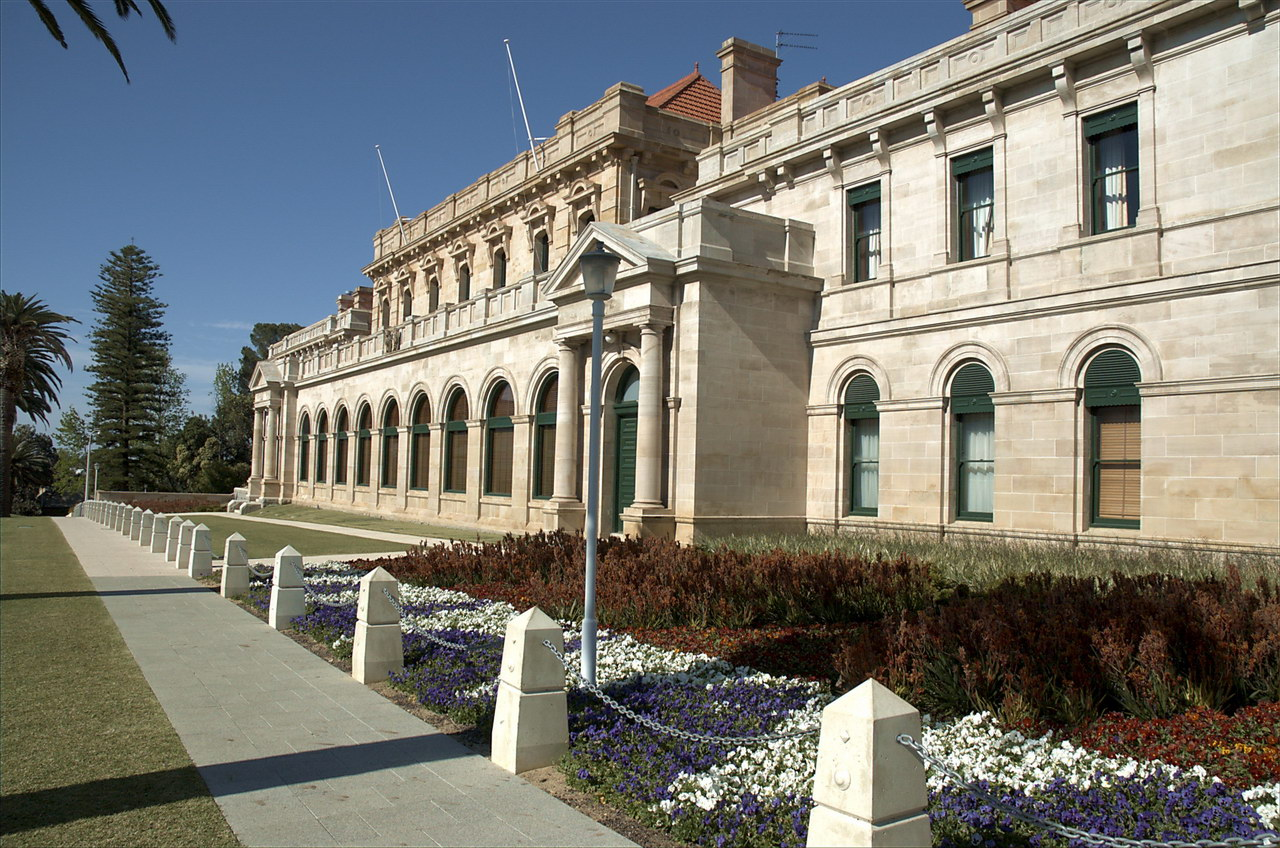
Bâtiment du parlement à Perth.

L'Australie-Occidentale est dotée d'un parlement bicaméral composée d'une chambre basse, l'Assemblée législative, et d'une chambre haute, le Conseil législatif. Toutes deux sont renouvelées intégralement mais selon des modes de scrutin différents. Depuis une réforme de la loi électorale entreprise en novembre 2011, les élections sont fixées tous les quatre ans au second samedi du mois de mars.

### Assemblée législative
L'assemblée est dotée de 59 sièges pourvus pour quatre ans au vote à second tour instantané dans autant de circonscriptions électorales. Le vote y est utilisé sous sa forme intégrale : les électeurs classent l'intégralité des candidats par ordre de préférences en écrivant un chiffre à côté de chacun de leurs noms sur le bulletin de vote, 1 étant la première préférence. Au moment du dépouillement, les premières préférences sont d'abord comptées puis, si aucun candidat n'a réuni plus de la moitié des suffrages dans la circonscription, le candidat arrivé dernier est éliminé et ses secondes préférences attribuées aux candidats restants. L'opération est renouvelée jusqu'à ce qu'un candidat atteigne la majorité absolue. Les bulletins de vote doivent obligatoirement comporter un classement de l'ensemble des candidats. À défaut, ils sont considérés comme nuls.

### Conseil législatif
Le conseil est doté de 37 sièges pourvus pour quatre ans au scrutin à vote unique transférable dans une unique circonscription couvrant l'État entier. Dans ce mode de scrutin, à finalité proportionnelle, les électeurs classent au moins autant de candidats que de sièges à pourvoir par ordre de préférences en écrivant un chiffre à côté de chacun de leurs noms sur le bulletin de vote, 1 étant la première préférence,. Les élections de 2025 marquent pour la première fois l'élection de tous les candidats à l'échelle de l'État. Auparavant, les sièges étaient répartis entre six circonscriptions électorales, chacune en élisant six
Dans la pratique, les candidats sont regroupés sur le bulletin de vote par partis, et les électeurs peuvent librement sélectionner l'ensemble des candidats de ce parti ou sélectionner des candidats de partis différents. Les électeurs ont cependant la possibilité de voter directement pour le parti de leur choix en cochant une seule case, auquel cas l'ensemble de leurs préférences sont attribués aux candidats présentés par le parti dans l'ordre proposé par ce dernier. Les bulletins de vote sont imprimés avec les partis disposés horizontalement au-dessus d'une ligne sous laquelle leurs candidats sont disposés en colonnes verticales. Un vote directement par candidats est ainsi couramment appelé « En dessous de la Ligne » (Below the Line) et un vote par partis « Au dessus de la ligne » (Above the Line). Les partis ne sont pas contraints de présenter autant de candidats que de sièges à pourvoir, et dans le cas de petit partis ils tendent à en présenter un nombre restreint afin de limiter la dispersion des voix de leurs électeurs,.
Au moment du dépouillement, il est d'abord établi le quota de voix à atteindre par un candidat pour obtenir un siège en divisant le nombre de votes valides plus un par le nombre de sièges à pourvoir plus un. Les premières préférences sont d'abord comptées et le ou les candidats ayant directement atteint le quota sont élus. Pour chaque candidat élu, les secondes préférences de ses électeurs sont ajoutés au total des voix des candidats restants, permettant éventuellement à ces derniers d'atteindre à leur tour le quota. Si aucun candidat n'a atteint le quota dans la circonscription, ou qu'il reste des sièges à pourvoir après attribution des secondes préférences, le candidat arrivé dernier est éliminé et ses secondes préférences attribuées aux candidats restants. Si un candidat est élu ou éliminé et que ses secondes préférences vont à un candidat lui-même déjà élu ou éliminé, les préférences suivantes sont utilisées, et ainsi de suite. L'opération est renouvelée jusqu'à ce qu'autant de candidats que de sièges à pourvoir atteignent le quota.

## Principales forces en présences
| Parti Nom en anglais | Parti Nom en anglais                                     | Idéologie                                                                  | Chef de file | Résultats en 2021           | Résultats en 2021               |
| Parti Nom en anglais | Parti Nom en anglais                                     | Idéologie                                                                  | Chef de file | Assemblée                   | Conseil                         |
| -------------------- | -------------------------------------------------------- | -------------------------------------------------------------------------- | ------------ | --------------------------- | ------------------------------- |
|                      | Parti travailliste Labor Party                           | Centre gauche Social-démocratie, progressisme                              | Roger Cook   | 59,92 % des voix 53 députés | 60,34 % des voix 22 conseillers |
|                      | Parti libéral Liberal Party                              | Centre droit Libéral-conservatisme, libéralisme économique                 | Libby Mettam | 21,30 % des voix 2 députés  | 17,68 % des voix 7 conseillers  |
|                      | Parti national National Party                            | Centre droit Agrarisme, conservatisme                                      | Shane Love   | 4,00 % des voix 4 députés   | 2,80 % des voix 3 conseillers   |
|                      | Verts Australian Greens                                  | Gauche Écologie politique                                                  | N/A          | 6,92 % des voix 0 députés   | 6,38 % des voix 1 conseillers   |
|                      | Une nation de Pauline Hanson Pauline Hanson's One Nation | Droite à extrême droite Nationalisme, populisme de droite, protectionnisme | Rod Caddies  | 1,26 % des voix 0 députés   | 1,48 % des voix 0 conseiller    |

## Sondages
Intentions de vote par partis

Intentions de vote par préférence bipartisane

## Résultats

### Assemblée
|                           |                                              |           |       |       |        |               |  |  |  |
| Partis                    | Partis                                       | Voix      | %     | +/-   | Sièges | +/-           |  |  |  |
|                           | Parti travailliste                           | 633 093   | 41,43 | 18,49 | 46     | 7             |  |  |  |
|                           | Parti libéral                                | 428 105   | 28,02 | 6,72  | 7      | 5             |  |  |  |
|                           | Verts                                        | 169 007   | 11,06 | 4,14  | 0      | en stagnation |  |  |  |
|                           | Parti national                               | 78 753    | 5,15  | 1,15  | 6      | 2             |  |  |  |
|                           | Pauline Hanson's One Nation                  | 61 174    | 4,00  | 2,74  | 0      | en stagnation |  |  |  |
|                           | Chrétiens australiens                        | 48 407    | 3,17  | 1,69  | 0      | en stagnation |  |  |  |
|                           | Parti pour la légalisation du cannabis       | 37 864    | 2,48  | 2,13  | 0      | en stagnation |  |  |  |
|                           | Chasseurs, pêcheurs et agriculteurs          | 11 253    | 0,74  | 0,05  | 0      | en stagnation |  |  |  |
|                           | Justice pour les animaux                     | 6 878     | 0,45  | Nv.   | 0      | en stagnation |  |  |  |
|                           | Stop aux pédophiles ! Protégez les enfants ! | 2 021     | 0,13  | Nv.   | 0      | en stagnation |  |  |  |
|                           | Parti libertarien                            | 928       | 0,06  | 0,45  | 0      | en stagnation |  |  |  |
|                           | Indépendants                                 | 50 488    | 3,30  | 2,50  | 0      | en stagnation |  |  |  |
|                           |                                              |           |       |       |        |               |  |  |  |
| Votes valides             | Votes valides                                | 1 527 971 | 95,68 |       |        |               |  |  |  |
| Votes blancs et invalides | Votes blancs et invalides                    | 69 071    | 4,32  |       |        |               |  |  |  |
| Total                     | Total                                        | 1 597 042 | 100   | –     | 59     | en stagnation |  |  |  |
| Abstentions               | Abstentions                                  | 271 904   | 14,55 |       |        |               |  |  |  |
| Inscrits / participation  | Inscrits / participation                     | 1 868 946 | 85,45 |       |        |               |  |  |  |

### Conseil
|                           |                                              |           |       |               |        |               |  |  |  |
| Partis                    | Partis                                       | Voix      | %     | +/-           | Sièges | +/-           |  |  |  |
|                           | Parti travailliste                           | 635 537   | 40,89 | 19,45         | 16     | 6             |  |  |  |
|                           | Parti libéral                                | 422 655   | 27,20 | 9,52          | 10     | 3             |  |  |  |
|                           | Verts                                        | 170 052   | 10,94 | 4,56          | 4      | 3             |  |  |  |
|                           | Parti national                               | 84 203    | 5,42  | 2,62          | 2      | 1             |  |  |  |
|                           | Pauline Hanson's One Nation                  | 59 296    | 3,82  | 2,34          | 2      | 2             |  |  |  |
|                           | Parti pour la légalisation du cannabis       | 44 754    | 2,88  | 0,90          | 1      | 1             |  |  |  |
|                           | Chrétiens australiens                        | 41 348    | 2,66  | 0,71          | 1      | 1             |  |  |  |
|                           | Justice pour les animaux                     | 18 803    | 1,21  | 0,57          | 1      | 1             |  |  |  |
|                           | Parti de l'Australie durable                 | 16 732    | 1,08  | 0,77          | 0      | en stagnation |  |  |  |
|                           | Stop aux pédophiles ! Protégez les enfants ! | 14 552    | 0,94  | Nv.           | 0      | en stagnation |  |  |  |
|                           | Chasseurs, pêcheurs et agriculteurs          | 13 010    | 0,84  | 0,63          | 0      | en stagnation |  |  |  |
|                           | Parti libertarien                            | 9 912     | 0,64  | en stagnation | 0      | en stagnation |  |  |  |
|                           | Indépendants                                 | 23 253    | 1,50  | 0,70          | 0      | en stagnation |  |  |  |
|                           |                                              |           |       |               |        |               |  |  |  |
| Votes valides             | Votes valides                                | 1 554 107 | 97,07 |               |        |               |  |  |  |
| Votes blancs et invalides | Votes blancs et invalides                    | 46 860    | 2,93  |               |        |               |  |  |  |
| Total                     | Total                                        | 1 600 967 | 100   | –             | 37     | 1             |  |  |  |
| Abstentions               | Abstentions                                  | 267 969   | 14,34 |               |        |               |  |  |  |
| Inscrits / participation  | Inscrits / participation                     | 1 868 936 | 85,66 |               |        |               |  |  |  |

## Analyse et conséquences
Le Parti travailliste, dirigé par le Premier ministre Roger Cook, remporte avec une large avance un troisième mandat consécutif de quatre ans, devenant ainsi le premier parti à en obtenir un en Australie-Occidentale depuis les élections de 1989.
Il s'agit du troisième « raz de marée électoral » consécutif des travaillistes depuis leur victoire aux élections de 2017 et de leur deuxième meilleur résultat après les précédentes élections de 2021. Ils remportent 46 sièges à la chambre basse, soit une baisse de sept sièges par rapport à 2021. Le Parti libéral remporte sept sièges tandis que le Parti national en remporte six, assurant ainsi le retour des libéraux au statut d'opposition officielle au Parlement. La part des premières préférences obtenus par les travaillistes recule de près d'un tier par rapport aux précédentes élections, en chutant de plus de 18 points de pourcentage pour atteindre 41 %, tandis que celle des libéraux augmentent de plus de 6 points pour atteindre 28 %. Le parti national réunit quant à lui 5 %, en hausse de 1 points. L'avance des travaillistes était cependant telle aux élections de 2021 que ce recul ne les empêchent pas de l'emporter en arrivant largement en tête.
Au Conseil législatif, les travaillistes — qui perdent leur majorité absolue — remportent 16 sièges, les libéraux 10 et les nationaux 2, tandis que le parti des Verts en obtiennent 4. Les autres partis représentés au Conseil sont One Nation, qui obtient deux sièges, ainsi que le Parti pour la légalisation du cannabis, les Chrétiens australiens et Justice pour les animaux, obtiennent chacun un siège,.